# De spullenbaas
De spullenbaas (Zweeds: Gycklarnas afton) is een Zweedse dramafilm uit 1953 onder regie van Ingmar Bergman.

## Verhaal
De film gaat over een groep rondreizende circusartiesten aan het begin van de 20e eeuw. Albert Johansson trekt rond met zijn mislukte circus en komt terecht in het provinciestadje in Skåne waar zijn vrouw woont, die hij in de steek heeft gelaten. Diep van binnen wil hij het circus verlaten en terugkeren naar zijn oude thuis. Hij heeft een relatie met de circusartieste Anne, maar zij wordt verleid door Frans. Uiteindelijk komt het tot een confrontatie tussen Albert, Anne en Frans.

## Rolverdeling
| Acteur             | Personage        |
| ------------------ | ---------------- |
| Åke Grönberg       | Albert Johansson |
| Harriet Andersson  | Anne             |
| Hasse Ekman        | Frans            |
| Anders Ek          | Teodor Frost     |
| Gudrun Brost       | Alma Frost       |
| Annika Tretow      | Agda             |
| Erik Strandmark    | Jens             |
| Gunnar Björnstrand | Sjuberg          |
| Curt Löwgren       | Blom             |